# لاریمر (پیتسبرگ)
لاریمر (انگلیسی: Larimer) یک محله در انتهای شرقی شهر ایست اند پیتسبرگ، پنسیلوانیا در ایالات متحده است. نام این محله از ویلیام لاریمر گرفته شده‌است، که در شهرستان وستمورلند، پنسیلوانیا بزرگ شد و پس از ثروتمند شدن در صنعت راه‌آهن، یک خانه اعیانی مشرف به لیبرتی شرقی در امتداد مسیری ساخت که بعداً «لین لاریمر» نام گرفت و سپس به خیابان لاریمر تغییر نام پیدا کرد.